# Mihovil Radnić
Fra Mihovil Radnić (Mihajlo, tj. Mihovil) (Kalača, 1636. – Budim, 1707. ili 1709.), 
Studirao je u Italiji.
Bio je kapelan u Biogradu. Dok je bio u Bosni, živio je u samostanu u Olovu, gdje je bio gvardijanom. Kasnije je postao tajnikom Franjevačke provincije Bosne Srebrene, generalni lektor i kustod iste. Poslije toga odlazi na neko vrijeme u Rim, a potom se vratio u Bosnu u svojstvu generalnog pohoditelja. Od 1685. do 1690. je bio provincijalom.
Bio je također i gvardijan budimskog samostana, a car Leopold I. ga je imenovao dvorskim teologom-savjetnikom.
Za vrijeme i nakon Bečkih ratova s Turskim Carstvom (1663. – 1664.) je katoličanstvo pretrpilo velike gubitke. Bosnu su Turci opustošili: srušili su brojne franjevačke samostane, a 80% Hrvata katolika je iselilo iz Bosne, a među njima veliki broj franjevaca. Iako su ga neki prozivali, Radnić je ustrajao na tome da to voditi Hrvate u Bačku nije bilo pogreškom, "jer mu se vjerojatno činilo da pučanstvo ne odvodi u tuđinu, nego u svoj zavičaj"
Dolazio je iz stare dalmatinske obitelji Radnić, iz koje su potekli mnogi franjevci i učeni ljudi, ali i mnogi ratnici koje je opisao i sam Andrija Kačić-Miošić (Radnić Grgota, Radnić Mijo zvani Armanda i Radnić Jure). 
Prvi je pisac u Hrvata u Bačkoj.
Smatra ga se dijelom budimskog kruga hrvatskih franjevačkih pisaca, zajedno s Marijanom Jaićem, Lovrom Bračuljevićem, Matijom Petrom Katančićem, Grgurom Ćevapovićem, Grgurom Peštalićem, Emerikom Pavićem, Stjepanom Vilovim i ostalima, koji je uvelike pridonio razvitku kulture Hrvata u Ugarskoj u 18. i 19. stoljeću.

## Djela
- Razmišljanja pribogomiona od ljubavi Božje (Rim, 1683.)
- Pogardjenje i ispraznosti od svijeta (Rim, 1833.)
- Pismo papi Inocentu XI.

## Vanjske poveznice
- Franjevci sjeverozapadne Bosne
- Matica hrvatska - Ogranci - Knjige  Arhivirana inačica izvorne stranice od 8. kolovoza 2007. (Wayback Machine) - Hrvatska književnost BiH od od XIV_ do sredine XVIII_ stoljeća (6)
- Glasnik  Arhivirana inačica izvorne stranice od 29. rujna 2007. (Wayback Machine) na croatica.hu
- (mađ.) [neaktivna poveznica]
- (mađ.) Eötvös József Főiskola, Baja  Arhivirana inačica izvorne stranice od 1. travnja 2010. (Wayback Machine) Nemzetiségi referens felsőfokú szakképzési program - A horvát kisebbség irodalma I.II.III.

| Prethodnik:                       | Provincijal Bosne Srebrene (1685. – 1690.) | Nasljednik:                     |
| Fra Ante Gabeljak (1684. – 1685.) | Provincijal Bosne Srebrene (1685. – 1690.) | Fra Grgo Stanić (1690. – 1693.) |